# Черуновка
Черуно́вка (каз. Черунов) — село у складі Єсільського району Північноказахстанської області Казахстану. Входить до складу Бескудуцького сільського округу.
Населення — 175 осіб (2021; 413 у 2009, 559 у 1999, 645 у 1989).
Національний склад станом на 1989 рік:
- росіяни — 60 %
- казахи — 33 %.